# Kamferzwameter
De kamferzwameter (Hypomyces odoratus) is een schimmel behorend tot de familie Hypocreaceae. Deze biotrofe parasiet leeft op allerlei Agaricales, zelden ook op Aphyllophorales.

## Verspreiding
In Nederland kwam de kamferzwameter voor, maar is nu ingedeeld in de categorie 'verdwenen'.